# Szekszárdi Tamás
Szekszárdi Tamás (Szekszárd, 1994. március 31. –) magyar labdarúgó, a Szentlőrinc SE  védő.

## Pályafutása
2012–2016 között a Paks labdarúgója volt, közben 2015-ben kölcsönben a Siófok csapatában szerepelt. 2016–17-ben a Kozármisleny, 2017-ben a Pénzügyőr, 2018–19-ben a Vác, 2019–20-ban a Nyíregyháza Spartacus, 2020–2022 között a Szolnoki MÁV játékosa volt. 2022-től 2024-ig a Kazincbarcika együttesében játszott.